# Encaje

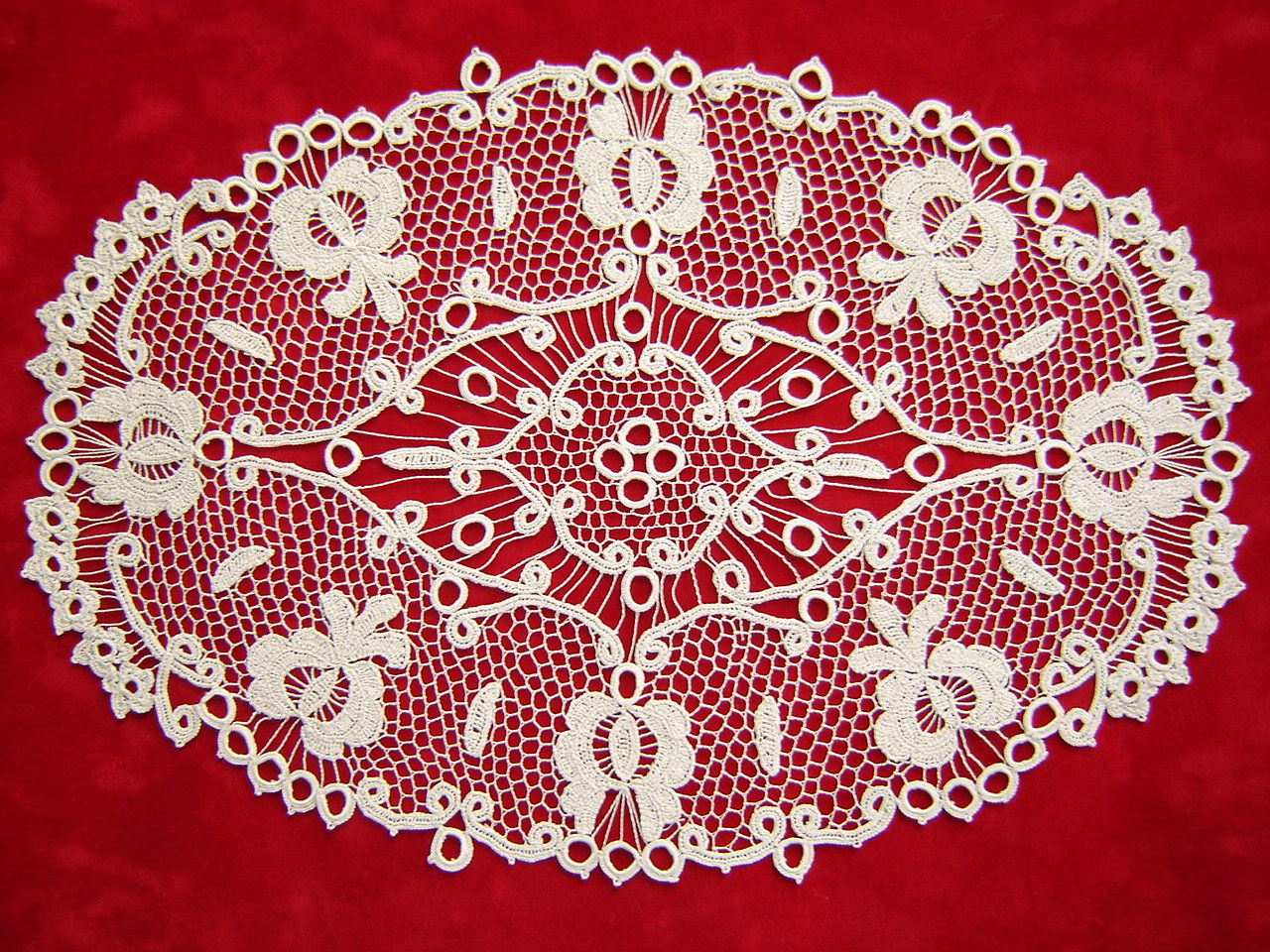
Encaje húngaro Csetneki.

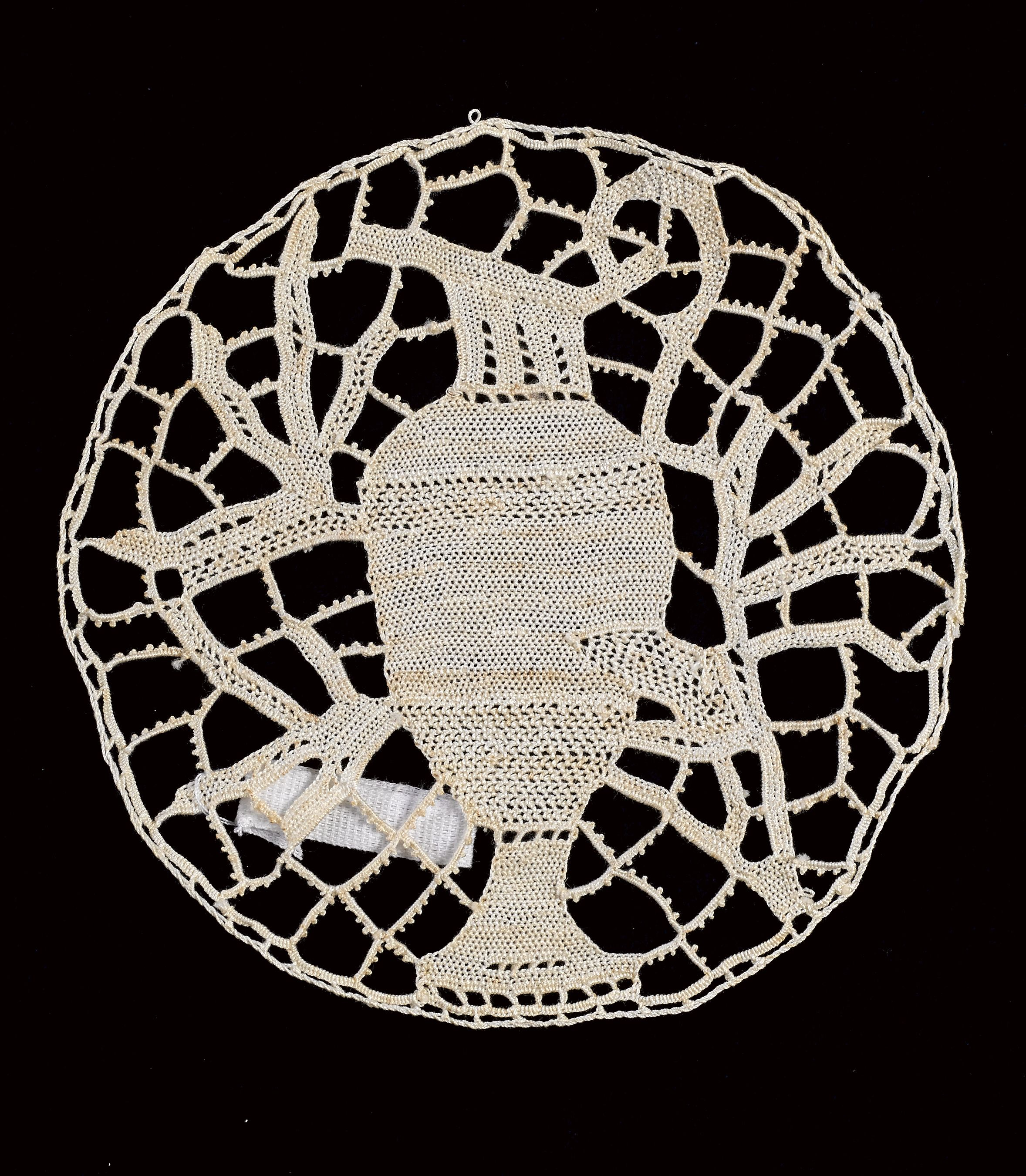
Muestra en punto de Venecia

El encaje puede definirse como un tejido ornamental y transparente, tradicionalmente hecho a mano, que se adorna con bordados. También existen «encajes mecánicos», hechos a máquina.
Se llama encaje porque al principio, se solía hacer entre los bordes de dos tiras paralelas de lienzo, como si fuera una labor encajada entre ellas, y se denominaba asimismo randa (del alemán rand —borde u orilla—) porque suele bordear a otra pieza. Por esta misma causa, y por terminar en picos o dentellones, se conoce también con el nombre de puntas o puntilla (en francés, dentelles) aunque este nombre se aplica en España solo a los encajes pequeños y dentellados.

## Encaje y bordado

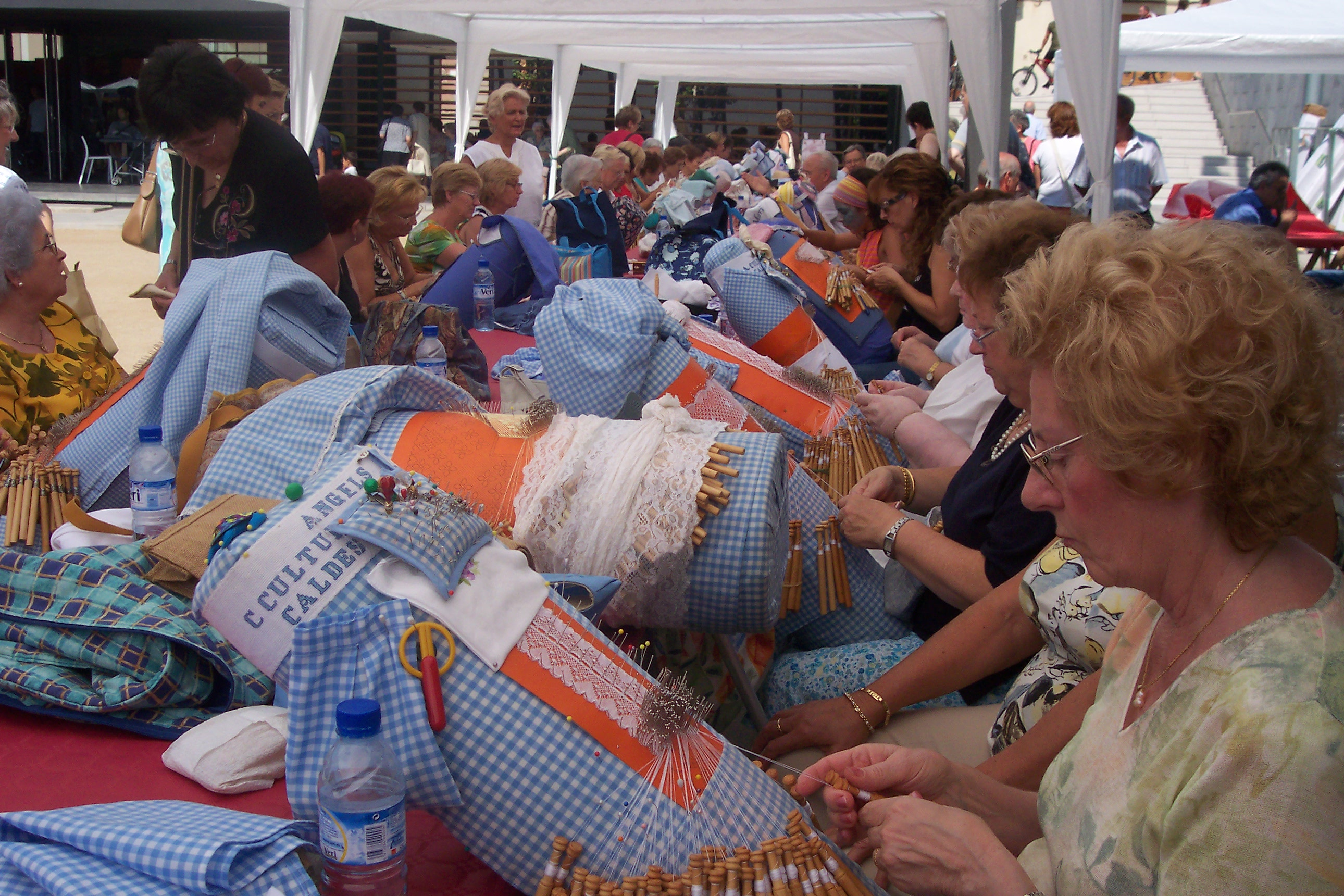
Encaje de bolillos en Castellar del Vallés (España)

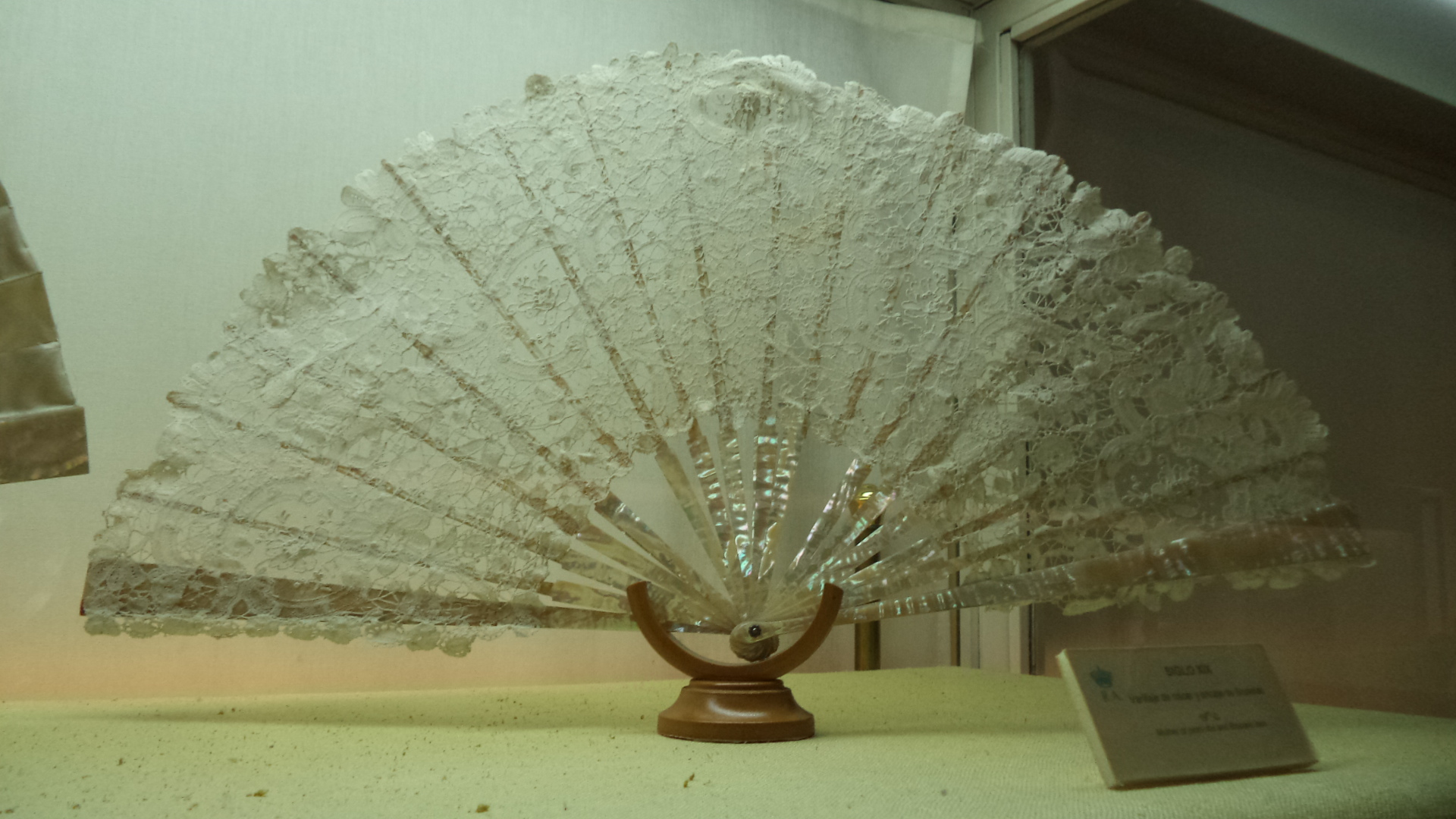
Abanico de nácar y encaje

El encaje propiamente dicho se diferencia del bordado sobre malla o sobre cualquier tela muy transparente en que no exige un tejido previo, como lo requiere el bordado. Por eso, no deben considerarse encajes, hablando con propiedad, las labores de calados o de puntos cortados y las que se llaman a hilo sacado o tirado, ni aun las pequeñas puntas bordadas en la orilla de alguna prenda de vestir, ni el llamado por los italianos punto in aere (en el aire) cuando solo es la misma labor de aguja que se hace para llenar los orificios de los puntos cortados o las pequeñas labores puntiagudas antedichas, pues todas ellas requieren un tejido preexistente sobre el cual se trabaja. Pero muy bien pueden considerarse tales labores como de transición del bordado al encaje y, sin duda, fueron ellas las que inspiraron u ocasionaron la invención de esta artesanía.

Por consiguiente, un encaje es el propio tejido que la encajera con la aguja o los husos, va confeccionando a partir de unos hilos básicos, a modo de soporte, siguiendo el modelo dibujado en papel.

## Elementos
Se distinguen por lo común en los encajes dos elementos constitutivos: 
- El dibujo o bordado que ofrece forma geométrica en sus comienzos y tiende más a la interpretación de la fauna o flora natural, desde el siglo XVII.
- La red sobre la que se destaca el anterior. Está constituida por un conjunto de bridas que unen los dibujos entre sí, las cuales forman en muchos casos una verdadera red de cuatro o seis lados. Algunas veces, los hilos de unión llegan a ser tan cortos que los dibujos se tocan entre sí, dejando espacios calados y sin bridas.

Los trazos del dibujo o bordado son frecuentemente llenos y tupidos. A menudo se disponen de modo que solo el perfil aparezca firme, ya de relieve, ya llano, quedando el espesor o interior de dichos trazos hueco y relleno o nutrido con una red fina, según la escuela o taller a que pertenezca el encaje.

## Hilos
Los hilos preferidos para los encajes son siempre los de seda y lino por su finura y resistencia, y solo para encajes o puntillas más vulgares se hace uso del algodón o equivalente. Con ellos, se unen a veces, algunos hilillos de plata u oro para realzar el dibujo. Se llama «blonda» al encaje de seda (del francés blond, rubio), pues en los comienzos de su confección en Francia, solía tener color blanco-amarillento de la seda natural.

## Tipos de encaje

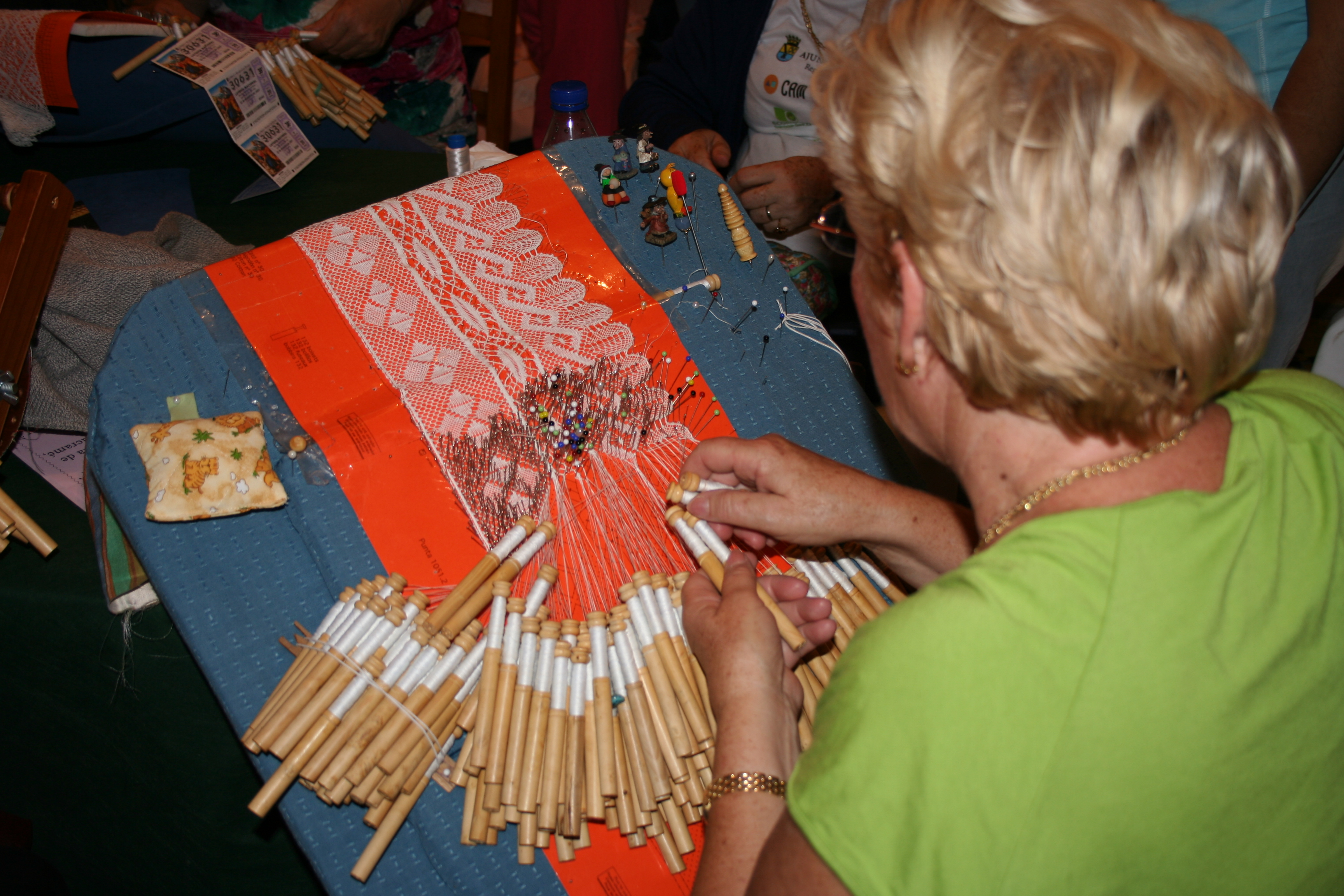
Trabajando en un encaje de bolillos.

Por el medio o instrumento con que se elaboran los encajes se distinguen varios tipos: 
- Al bolillo.
- A la aguja, que es de labor más fina y costosa y suele presentar algún mayor realce que el anterior. En varias partes de España se realizan piezas en forma circular que reciben el nombre de Soles Canarios, Salmantinos, o del Casar, por provenir de la localidad de Casar de Cáceres.[4]
- Ambos pueden suplirse en parte por el ganchillo que produce una labor más gruesa y menos artística.
- Mecánico, todos, en fin, se reemplazan desde el siglo XIX por máquinas que imitan los encajes hechos a mano.[5]

Con los procedimientos mencionados pueden obtenerse las distintas clases de labores:
- un tejido de redecilla o tul (cuadrada o hexagonal) sin más,
- un tejido de redecilla con dibujos y figuras, o «encaje llano»,
- un tejido de redecilla con dibujos y figuras por separado para unirlas después al tejido de fondo, o «encaje de realce», por el relieve que presentan. Este tipo de encaje, llamado también de aplicación, se forma uniendo, por medio de la aguja, las figuras hechas aparte (de encaje) —y recortando luego la parte del fondo que corresponde a cada figura— a un fondo reticulado o a un lienzo.

## Historia
El origen histórico del encaje se fija por lo general a mediados del siglo XVI y se supone que nació en Venecia.
Pero si se considera encaje cualquier tejido transparente y bordado, hay que remontarse a las antiguas civilizaciones de Oriente para encontrar sus primeros vestigios.
Se pudieron fabricar en la antigüedad bordados sobre telas transparentes, al igual que sobre piezas tupidas y hasta llegar a formarse mallas de pasamanería con adornos, de todo lo cual hay indicios y noticias; así la historia del encaje se confunde con la del bordado. Pero según la definición de encaje, se supone que es más reciente habiéndose disputado su paternidad venecianos y flamencos a mediados del siglo XVI. Sin embargo, en España ya se ejercitaban las labores de encaje de aguja y al bolillo medio siglo antes en varias poblaciones de España y con seguridad procedían de los conventos de monjas.
El extraordinario y creciente uso que se hacía de estas manufacturas en el siglo XVI y siglo XVII para lechuguillas o gorgueras, cuellos, vuelillos en las bocamangas, cortinajes, etc. contribuyó grandemente al desarrollo de esta industria y a que se fundaran centros muy activos de la misma, durante ese período en toda Europa, sobre todo, en Italia, Francia, estados flamencos, Inglaterra y España. En el siglo XVI, después de haber bordado sobre tela de lino, entresacado hilos y bordados, recortado la tela y rematado con bordado el troquelado, las hilanderas italianas empezaron a dejar hilos colgando al final de la tela y bordar sobre dichos hilos. Había nacido el punto in aere o punto de Venecia, descrito ya en 1528 por Antonio Tagliente en su primer libro Esempio di ricami (Ejemplo de bordados), uno de los más antiguos y conocidos en Venecia. El éxito de esta técnica llegó muy pronto a toda Europa. En el siglo XVIII la moda del encaje era inmensa. En Francia, Sully y más tarde Richelieu, lo intentaron prohibir llegando a limitar su comercio a los grandes productores de Francia y Flandes. Colbert fue el primero en darse cuenta de que la producción propia del encaje podría dar grandes beneficios para Francia. Consiguió traer de Venecia a treinta randeras a las que se encargó la formación de obreras, permitiendo un par de años después que los centros de Normandía y Borgoña pudieron competir con el extranjero.

## Variedades de punto de encaje
De acuerdo con su origen fueron apareciendo gran variedad de puntos que son conocidos con nombres como:
- Punto de Venecia. Fue el primero conocido en los mercados de Europa y el que más influencia tuvo en sus talleres.
- Punto de Malinas. El punto de Flandes floreció en Malinas. Se distingue por sus mallas de orificios redondos o hexagonales y por sus flores y hojas naturales que se bordean con un hilo más grueso pero sin relieve. También se fabricaba en Amberes y Lovaina y con hilo más grueso y peor malla en Arras y Lille.
- Punto de Alenzón o punto de Francia. Desde el siglo XVI, se trabajaban los encajes en diversas poblaciones de Francia pero desde 1665 prevalecieron los talleres de Alençon, imitando a Venecia. Se distingue de esta en dar más precisión y naturalidad al dibujo.
- Punto Colbert. Llamado así en memoria del ministro de Luis XIV, Jean-Baptiste Colbert que tanto favoreció estas industrias en Francia desde 1661, un punto que tuvo gran desarrollo en Alenzón y otras ciudades francesas. Se caracteriza por el gran relieve de sus dibujos.
- Punto de Bruselas. Se caracteriza por la finura del hilo que procede de un lino especial y la tendencia a la naturalidad en las figuras y motivos vegetales.

Tipos de puntos
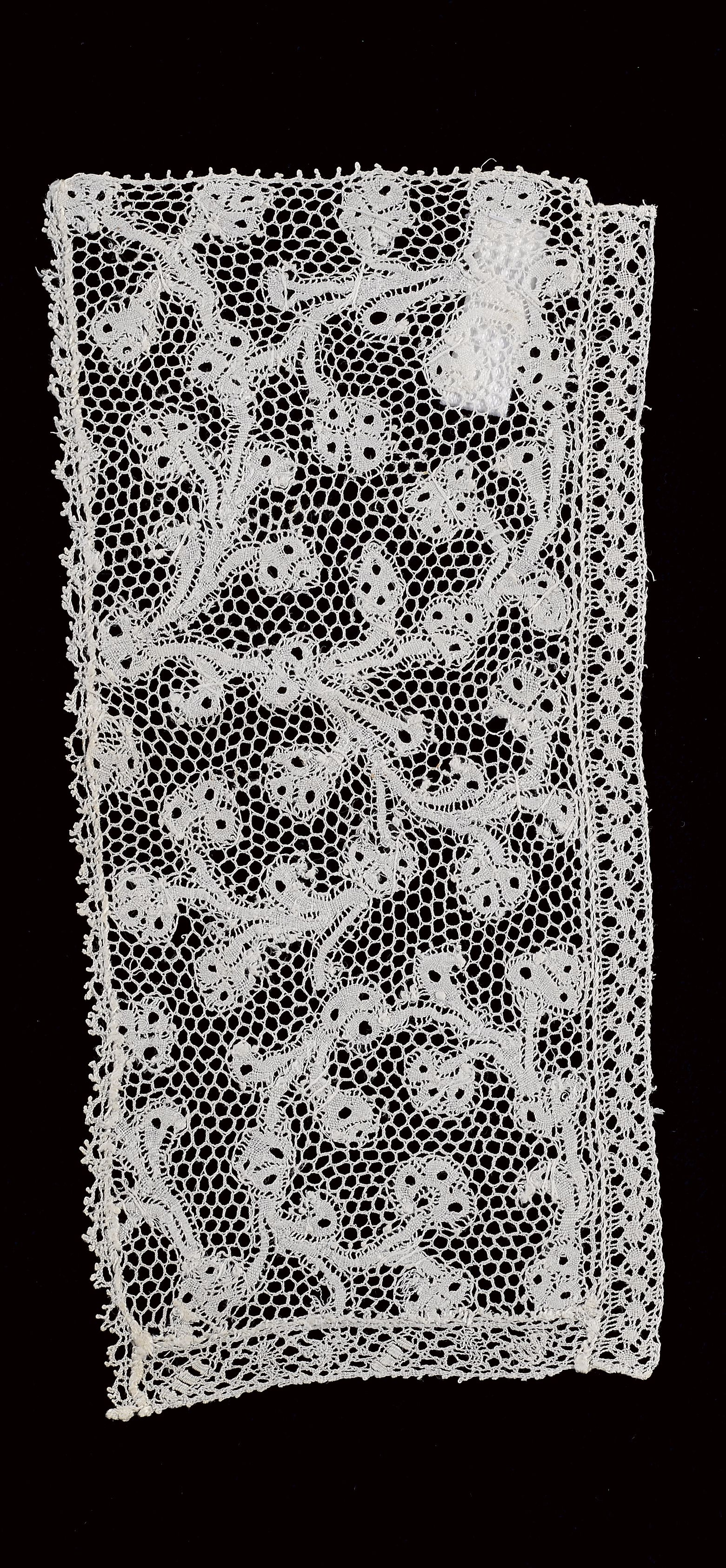
Punto de Flandes
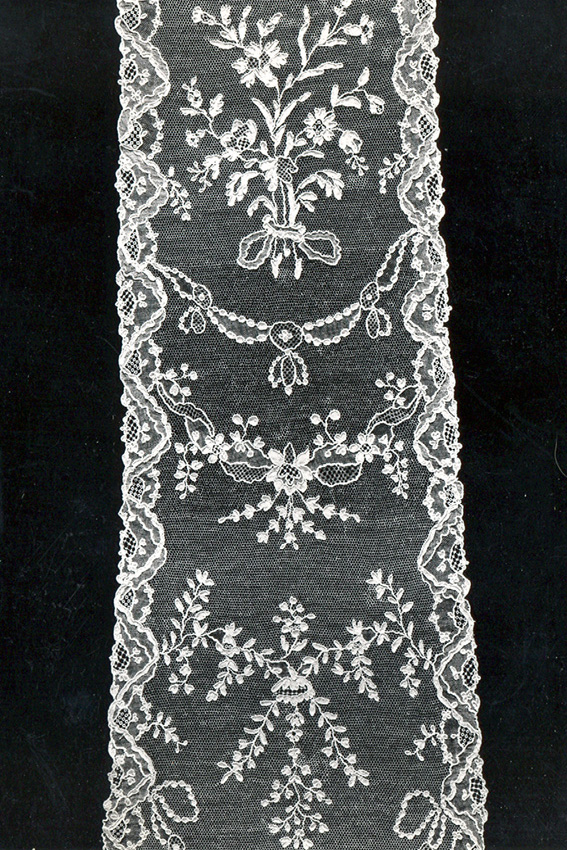
Punto de Alenzón
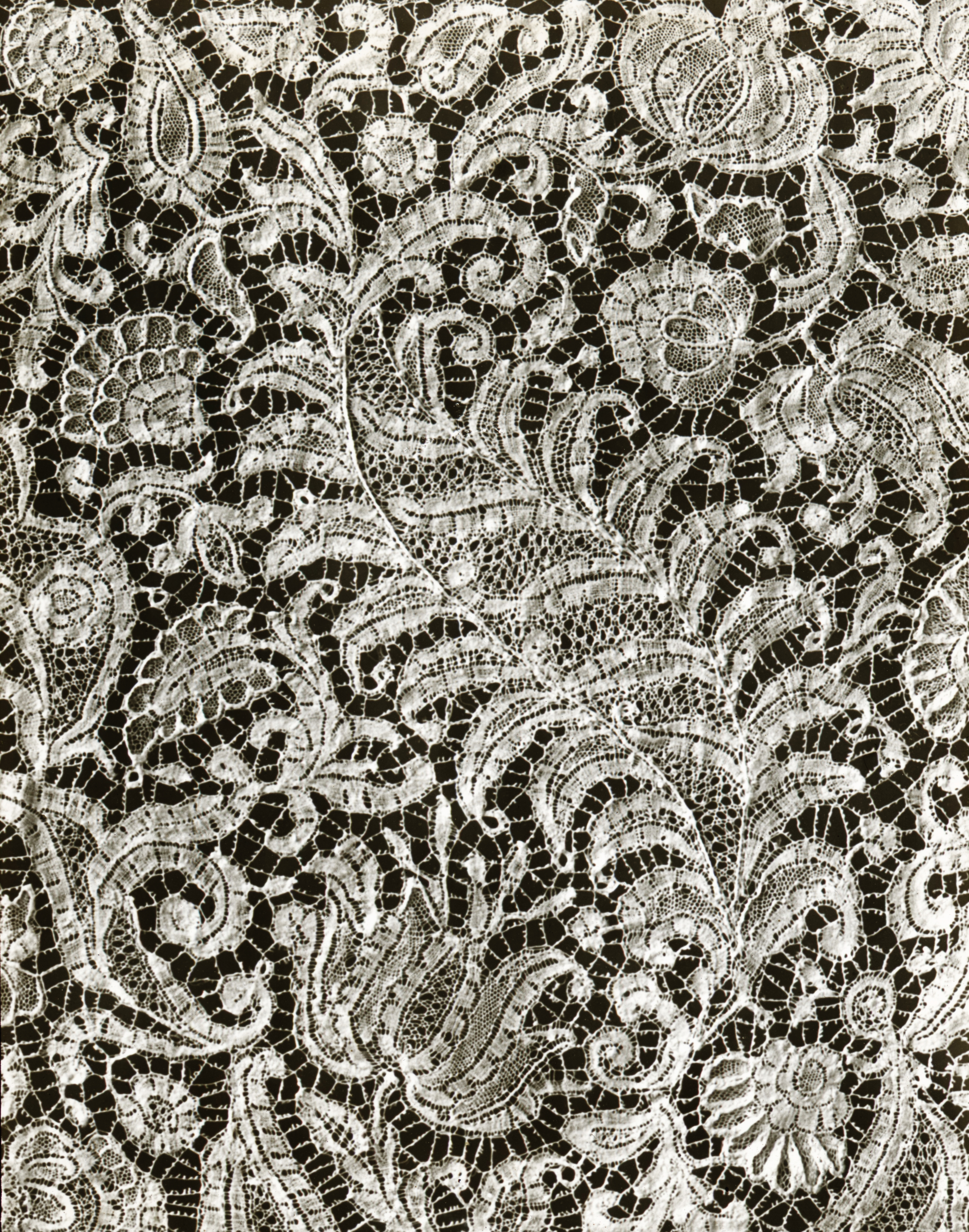
Punto de Bruselas
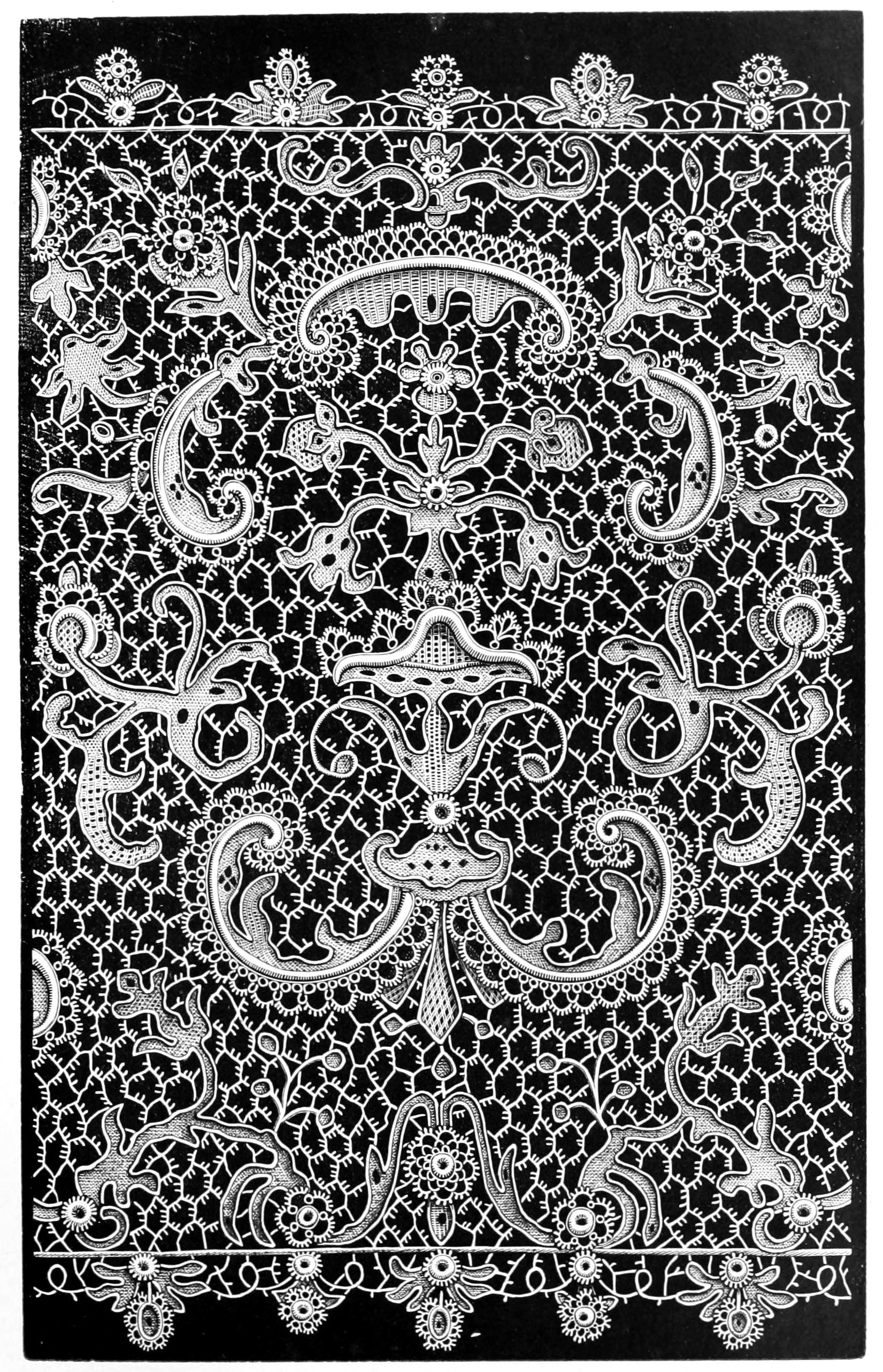
Punto de Venecia

## Museos

### España
- Arenys de Mar — Museo Mares del Encaje
- Camariñas — El Museo del Encaje
- Tordesillas — El Museo del Encaje de Castilla y León